# Nguyễn Văn Dũng (thẩm phán)
Nguyễn Văn Dũng (sinh ngày 19 tháng 10 năm 1971) là Thẩm phán Tòa án nhân dân tối cao người Việt Nam. Ông nguyên là Phó Chánh án Tòa án nhân dân cấp cao tại Đà Nẵng; Chánh án Tòa án nhân dân tỉnh Kon Tum.

## Xuất thân và giáo dục
Nguyễn Văn Dũng sinh ngày 19 tháng 10 năm 1971.
Nguyễn Văn Dũng là người dân tộc Kinh, quê quán tại xã Thái Đào, huyện Lạng Giang, tỉnh Bắc Giang.
Ông có bằng Tiến sĩ Luật.

## Sự nghiệp
Ông là đảng viên Đảng Cộng sản Việt Nam.
Ngày 6 tháng 8 năm 2012, Nguyễn Văn Dũng, Thạc sĩ Luật, Thẩm phán sơ cấp, Chánh án TAND huyện Việt Yên, tỉnh Bắc Giang, được Chánh án Tòa án nhân dân tối cao bổ nhiệm giữ chức vụ Phó Chánh án Tòa án nhân dân tỉnh Bắc Giang nhiệm kì 5 năm kể từ ngày 6/8/2012 theo quyết định số 1599/QĐ-TCCB.
Ngày 11 tháng 8 năm 2017, Nguyễn Văn Dũng, Thẩm phán Trung cấp, được bổ nhiệm lại làm Phó Chánh án Tòa án nhân dân tỉnh Bắc Giang.
Chiều ngày 31 tháng 7 năm 2018, Nguyễn Văn Dũng, Tiến sĩ Luật, Phó Chánh án Tòa án nhân dân tỉnh Bắc Giang, được trao quyết định của Chánh án Chánh án Tòa án nhân dân tối cao Việt Nam Nguyễn Hòa Bình bổ nhiệm giữ chức vụ Chánh án Tòa án nhân dân tỉnh Kon Tum nhiệm kì 5 năm kể từ ngày 1 tháng 8 năm 2018 thay cho ông A Brao Bim chuyển công tác làm Phó Vụ trưởng Vụ Thi đua - Khen thưởng Tòa án nhân dân tối cao. Nguyễn Văn Dũng đồng thời được Ban Thường vụ Tỉnh ủy Kon Tum chỉ định tham gia Ban cán sự Đảng và giữ chức vụ Bí thư Ban cán sự Đảng Cộng sản Việt Nam Tòa án nhân dân tỉnh Kon Tum.
Kể từ ngày 15 tháng 5 năm 2020, ông được Chánh án Tòa án nhân dân tối cao Việt Nam Nguyễn Hòa Bình điều động, bổ nhiệm giữ chức vụ Phó Chánh án Tòa án nhân dân cấp cao tại Đà Nẵng trong thời hạn 5 năm. Hiện nay ông là Thành viên Hội đồng thẩm phán Tòa án Nhân dân Tối cao